# 森たけし
森 たけし（もり たけし、1959年12月2日 - ）は、日本のフリーアナウンサー、株式会社 M chan（もりちゃん）代表取締役。元読売テレビ放送執行役員待遇編成局エグゼクティブアナウンサー。京都学園大学特別招聘客員教授。本名は森 武史（読み同じ）。
東京都品川区出身。東京都立南高等学校、青山学院大学経済学部経済学科卒業。京都市在住。

## 来歴
大学では落語研究会に所属。「六代目火の見家はん生」（ひのみやはんしょう）という高座名を付けられていた。落語研究会の先輩に遠藤彰良（元・四国放送アナウンサー、元・徳島市長）がいる。また、友人と「青山一浪・二浪」という漫才コンビを結成したうえで、『TVジョッキー』や『笑ってる場合ですよ!』に出演。後者は5日（月曜 - 金曜）勝ち抜きチャンピオンとなったことがある。
「青山一浪・二浪」としてのプロデビューを目指していたが、相方の就職を理由に断念したことがきっかけで、当時落語研究会出身者を対象にアナウンサーを募集していた読売テレビの入社試験を受験。1983年4月付で、アナウンサーとして入社した。森が後年回顧したところによれば、当時のアナウンス部長・下山英三が前述した素人参加番組を通じて森の存在を知っていたことが、入社のきっかけになったという。同期入社には、アニメプロデューサーの諏訪道彦や、2017年の定年後も嘱託契約で2022年9月までアナウンサーとして在籍していた牧野誠三（同年10月以降はフリーアナウンサー）がいる。
若手アナウンサー時代には、『サスペンスゲーム わくわくサンド』のナレーターを皮切りに、『お笑いネットワーク』などの演芸番組を担当。『週刊トラトラタイガース』（阪神タイガースの情報番組）のサブキャスターを務めたほか、読売テレビが日本国内（日本テレビ系列の一部加盟局）向けに全豪オープンテニスの中継を制作していた時期に、女子シングルス準決勝・決勝の中継で実況を担当したこともある。後に『ズームイン!!朝!』の司会へ異動。スポーツコーナーで辛坊治郎とともに「なんぎやなぁ」という台詞で阪神の不振をぼやき続けたところ、1987年新語・流行語大賞流行語部門の銀賞を受賞した。1989年には、辛坊とのコンビで阪神の応援ソング『負ける気せんね』をリリース。2000年7月から2005年8月までは、中元綾子、辛坊と共に『あさイチ!』の司会を務めた。
2009年12月1日には読売テレビがストライキに入ったため、当時アナウンス部長であった森が『ズームイン!!SUPER』のローカルコーナーに出演したほか、森若佐紀子が担当する地上デジタル推進大使の代打として『ちちんぷいぷい』（毎日放送）に出演した。
アナウンサー業務のかたわら、2009年1月から1年間にわたって、編成局のアナウンス部長職を兼務。2010年度から『朝生ワイド す・またん!』（以下『す・またん』と略記）のメインキャスターを始めた。同時に、アナウンサーとの兼務扱いで、編成局情報番組センター情報番組部専門部長へ就任。後に、編成局アナウンス部局次長を経て、情報スポーツ局情報番組センター次長としてアナウンス部を離れた。エグゼクティブアナウンサーへ就任後も、役員待遇ゆえにアナウンス部には所属していなかったが、読売テレビのアナウンサー公式ページには2017年8月までプロフィールが掲載されていた。
在阪民放他局のラジオ番組へ出演する機会も多く、毎日放送（MBSラジオ）では『上泉雄一のFANFANレディオ』でスタジオ生出演、『上泉雄一のええなぁ!』（以下『ええなぁ!』と略記）で電話での生出演をそれぞれ経験。2011年2月15日には、川田裕美とともに、上泉がパーソナリティを務める生放送番組『音楽の時間ですょ』の全編にゲストで登場した。同年8月30日（火曜日）には、『す・またん』の生出演を終えてから、生放送の『ええなぁ!』で上泉のパートナーを担当。2012年6月21日（木曜日）にも、虎谷温子と一緒に『ええなぁ!』へ出演している。2014年3月4日（火曜日）には山本浩之がパーソナリティを務める『ヤマヒロのぴかいちラジオ』にゲストで出演。2017年にも、3月26日（日曜日）に『茶屋町ヤマヒロ会議』、11月6日（月曜日）に『ええなぁ!』16時台「お父さんのためのトレンディ講座」へ単独で登場している。2018年11月8日（木曜日）には、『次は〜新福島!第2章=めばえ=』内の「ラジオ博愛主義!パイセンがやってきた!」（20時台）に出演した。
朝日放送ラジオでも、『ドッキリ!ハッキリ!三代澤康司です』（『ドキハキ』）の公式ツイッターに参加するほか、『桑原征平粋も甘いも』『サクサク土曜日 中邨雄二です』宛てに電子メールで送信したメッセージを紹介されたことがある。2017年3月15日（水曜日）には、『す・またん』の本番終了後に、気象キャスターの斉藤雪乃を伴って『ドキハキ』と『粋も甘いも』に相次いで出演した。
2019年12月の誕生日で読売テレビの定年（60歳）に達したことから、2020年3月31日付で同社を定年退職。退職を機に「株式会社M chan（もりちゃん）」という個人事務所を設立するとともに、森たけしという名義でフリーアナウンサーへ転身した。なお、転身後も『す・またん』のメインキャスターを継続。その一方で、4月6日（月曜日）放送分の『ドキハキ』にゲストで出演したこと を皮切りに、在阪他局が制作する番組や関西ローカルのCMなどにも活動の場を広げている。

## 人物
メガネがトレードマークで、愛称は森ちゃん。読売テレビのアナウンサー時代には、報道以外の番組に森たけし名義で出演していた。フリーアナウンサーへの転身後も、森たけしとして活動。
本人がフリーアナウンサーへ転身した直後に語ったところによれば、読売テレビではアナウンサー生活の危機に何度も見舞われたという。入社1年目の1983年には、大阪市長選挙投・開票日の12月19日（日曜日）正午前に担当した『よみうりニュース』で立候補者の氏名を読み間違えたところ、同局の新人アナウンサーとしては初めての譴責処分を受けた。処分期間は3ヶ月間で、期間中は放送で顔ばかりか声を出すことすら許されず、内勤に専念した。1995年1月17日に発災した阪神・淡路大震災の直後にも、当時のレギュラー番組との兼ね合いなどを背景に、管理職の方針で自宅待機を一時余儀なくされている。
趣味は阪神タイガースの応援、競馬、ゴルフ。本人によれば、いわゆる「アンチ巨人（読売ジャイアンツ）」を標榜していた実父の影響で、最初は（巨人と同じく東京都に本拠地を置いていた）サンケイアトムズ（現在の東京ヤクルトスワローズ）を応援していたという。ちなみに福岡ソフトバンクホークス→千葉ロッテマリーンズ投手の石川柊太は、出身中学校の後輩に当たる。
板野友美（元・AKB48）、KARA、少女時代などの女性アイドルも好きで、モーニング娘。時代からの安倍なつみファンであることも公言している。
中学生時代には、バレーボール部で活動。その一方で、学生時代には『イルカのオールナイトニッポン』『海援隊のオールナイトニッポン』（いずれもニッポン放送）に電話で1度ずつ出演した経験を持つ。
読売テレビのアナウンサー時代には、担当番組の企画で、フルマラソンに2度参加している。初挑戦は、1997年2月の第3回泉州国際市民マラソンだったが、11km地点で制限時間に達しなかったため、リタイアを余儀なくされた。2011年10月30日には、第1回大阪マラソンへ出場。出走前から足を痛めたため万全の状態ではなかったが、制限時間約5分前の6時間54分55秒で初めて完走した。
元・朝日放送アナウンサー（正社員定年後の2021年4月1日よりフリーアナウンサー）の三代澤康司、毎日放送アナウンサーの柏木宏之（嘱託期間満了後の2023年3月1日よりフリーアナウンサー）や上泉雄一とは、読売テレビのアナウンサー時代から放送局の枠を越えて交流がある。三代澤や上泉が担当するラジオ番組でも森のことが話題になるほか、フリーアナウンサーの山本浩之とも関西テレビのアナウンサー時代から親交が深い。STVラジオ取締役エグゼクティブアナウンサーの木村洋二とも、新人アナウンサー時代に日本テレビ系列の合同研修で同席したことを機に、交流を続けている。
無類のラーメン好きで、MCを務める『朝生ワイド す・またん!』では、「森ちゃんの関西ラーメンファイル」という冠コーナーも担当。2017年以降の毎年11月には、同番組からの派生イベントとして、大阪城公園で「森ちゃんのラーメンフェスタ」を開催している。森自身も、このイベントのコンシェルジュとして、同局のアナウンサー時代から他のレギュラー番組、特別番組、在阪他局の番組へ随時出演している。
シュウマイも大の好物。読売テレビのアナウンサー時代には、川藤幸三から勧められたことをきっかけに、新幹線で地元・東京への出張から帰るたびに崎陽軒のシウマイ弁当を購入していたという。2016年には、『朝生ワイド す・またん!』の企画で嘉門達夫（現：嘉門タツオ）と共に「崎陽軒シウマイ弁当の歌」を作詞したほか、嘉門のアルバム「食のワンダーランド〜食べることは生きること〜其の壱」（同年12月10日リリース）向けの収録にコーラスで参加（クレジット上は「嘉門達夫 duet with 森たけし」と表記されている）。この曲は後に、崎陽軒から公認されている。2022年には『森たけしのスカタンラジオ』（後述）のステッカーを、崎陽軒シウマイ弁当の包み紙風デザインで作成した。
読売テレビ在籍中からラジオパーソナリティへの憧れが強く、若手時代には（当時の毎日放送や朝日放送のような）テレビ・ラジオ兼営局への移籍を一時模索していた。結局、管理職や（本人曰く）「企業内自由人」として定年まで読売テレビに勤務できたことから、定年を機にフリーアナウンサーへ転身することを決意。転身後は、「フリーターアナウンサー」と称して自分のペースを維持しつつ、ラジオパーソナリティとして午後帯の番組にレギュラーで出演することを目標に挙げている。現に、2020年度の下半期には毎日放送（MBSラジオ）で毎週木曜日の20時台に『森たけしのスカタンラジオ』のパーソナリティを担当。2021年度の下半期からは、この番組が通年で毎週火曜日の夕方にレギュラーで編成されている。ちなみに、フリーアナウンサーへの転身を機に設立した個人事務所の名前に「chan」（ちゃん）を入れたのは、「ちゃんとしよう」という意味を込めていることにもよるという。

## 出演番組
※は読売テレビ時代からの出演番組。

### 現在
- 朝生ワイド す・またん! ※・ZIP! ※　- 総合司会（「ZIP!」では関西ローカルパートにのみ出演）
  - 2010年3月29日 - 2020年9月25日 全曜日（週5回）
  - 2020年9月30日 - 2021年3月26日 水～金曜日（週3回）
  - 2021年4月1日 - 2022年3月25日 木・金曜日（週2回）
  - 2022年4月 - 2024年3月末 (第2･3週 or 第3･4週) 木曜日（月2回）
  - 2024年4月 - 現在 隔週金曜日
- 森たけしのスカタンラジオ（MBSラジオ）
  - 2020年12月3日 - 2021年3月25日（2020年度のナイターオフ期間限定）、毎週木曜日20:00 - 20:56
    - レギュラー放送では単独で進行していたが、2020年12月29日（火曜日）の13:30 - 17:35に編成された『森たけしのスカタンラジオ 年末生放送スペシャル』では、山本量子をパートナーに迎えていた。

  - 2021年10月5日 - 、毎週火曜日15:00 - 最大18:00（「夕方もポチっとMラジ」枠）
    - 『す・またん!』で長年共演している斉藤雪乃をパートナーに迎えたうえで、通年放送番組として再スタート。
- クチコミ新発見!旅ぷら ※　- 旅人・ナビゲーター
  - 2019年8月11日「熊本・阿蘇クチコミ旅」〈第1弾〉
  - 2020年7月19日「大阪・堺クチコミ旅」〈第2弾〉
  - 2020年7月26日「京都市クチコミ旅」〈第3弾〉
  - 2020年10月4日「広島・尾道クチコミ旅」〈第4弾〉
  - 2020年10月11日「広島・呉クチコミ旅」〈第5弾〉
  - 2020年12月6日「鳥取・三朝クチコミ旅」〈第6弾〉
  - 2020年12月20日「島根・松江クチコミ旅」〈第7弾〉
  - 2021年1月31日「京都・福知山クチコミ旅」〈第8弾〉
  - 2021年2月7日「奈良・桜井・橿原クチコミ旅」〈第9弾〉
  - 2021年2月14日「兵庫・神戸クチコミ旅」〈第10弾〉
  - 2021年3月7日「鹿児島・指宿クチコミ旅」〈第11弾〉
  - 2021年3月14日「熊本・芦北・水俣クチコミ旅」〈第12弾〉
  - 2021年5月2日「福井・小浜クチコミ旅」〈第13弾〉
  - 2021年5月9日「京都・舞鶴クチコミ旅」〈第14弾〉
  - 2021年6月20日「岡山・備中高梁クチコミ旅」〈第15弾〉
  - 2021年6月27日「岡山・瀬戸内クチコミ旅」〈第16弾〉
  - 2021年9月19日「大分・別府クチコミ旅（前編）」〈第17弾〉
  - 2021年9月26日「大分・別府クチコミ旅（後編）」〈第18弾〉
    - 山本浩之とのコンビでリポーターとして出演。第1弾のみ読売テレビへの在職中、第2弾以降は退職・フリーアナウンサーへの転身後に収録されている。第10弾（兵庫・神戸）では山本に代わり虎谷温子が出演。また第17弾・第18弾（大分・別府 （前後編））では同番組でナビゲーターを担当している松尾貴史が出演。
    - 2021年4月18日からは松尾の代理でナビゲーターも担当している。

### 過去

#### テレビ
- ズームイン!!朝!
- 歌のトップテン YTVリポーター
  - 初回放送（1986年4月7日）では、放送当時の『ズームイン!!朝!』リポーター陣によるリレーメッセージ（当時日本テレビアナウンサーの徳光和夫が両番組の司会を務めることから）で、辛坊とともに読売テレビ代表としてVTR出演した。
- 週刊トラトラタイガース
- お笑いネットワーク（公開収録の進行を担当）
- 2時のワイドショー
- ガンバリスト!駿（ナレーター[9]）
- あさイチ!
- あさイチ!relax
- あさリラ!
- サタうま!（関西テレビ）
  - 2007年の第226回放送に、毎日放送アナウンサーの来栖正之ともども、社の垣根を越えて出演した。関西テレビ代表アナウンサーは岡安譲。
- わくわくサンド
- たかじんTV非常事態宣言
- 情報ライブ ミヤネ屋（月曜トラトラR担当）
- OSAKA仰天ヒストリー諸説あり!!（2014年3月16日・9月14日・2015年8月9日、読売テレビ） - 司会
- 大阪ほんわかテレビ（番組開始 - 2019年4月26日） - 「情報喫茶店」喫茶サザンライトの店員役兼リポーター、「昼ごはんでっせ〜」ナレーション、提供読み
- 各種NNNニュース枠内ローカルニュース（不定期）

#### ラジオ
- 上泉雄一のええなぁ!（前述）
- 桑原征平粋も甘いも水曜日（前述）
- ドッキリ!ハッキリ!三代澤康司です（前述）
  - フリーアナウンサー転身後の2020年6月18日（木曜日）放送分では、本来のパートナーである桂南天が持病の手術による入院でこの日から4週間休演することに伴って、1週目のパートナー代理を務めた（3週目＝7月2日放送分のパートナー代理は山本浩之）。
  - 新型コロナウイルスへの感染拡大の影響で不要不急の外出の自粛が求められていた2020年に在宅生活向けの特別企画として始められた「ドキハキTwitter大喜利選手権」（以後、基本として木曜日に月1回実施）で優勝したことがあり、2021年終盤あたりから放送当日の新聞およびradikoの番組表（後者は放送前日夕方に更新）が、森に対してツイートを呼びかける（＝森をいじる）内容になっている[10]。
- 茶屋町ヤマヒロ会議 ※（MBSラジオ）
  - 読売テレビへの在籍中から、ゲストで随時出演。フリーアナウンサー転身後の出演回には、山本と漫才を披露する際のコンビ名にちなんで、「ぴっかり（山本）メガネ（森）のふきげん（不機嫌）ラジオ」というサブタイトルが付けられている。また、生放送による特別番組がこのタイトルで編成されることもある[11]。
    - 「MBSラジオの日」（日本記念日協会認定の記念日）であった2020年9月6日に（日曜日）には、「ぴっかりメガネのふきげんラジオ　第906回スペシャル」と銘打った本編へ出演した後に、MBSラジオにおける当日深夜（正確には翌7日の2:00に放送）のクロージング・アナウンスと翌朝（同日の4:53に放送）のオープニング・アナウンスを山本とのコンビで特別に担当した[12]（いずれも事前収録）[13]。2024年2月8日の生放送分では、主演舞台『お通夜イレブン』の初日と重なった山本の代役としてパーソナリティを担当した。
- 三代澤、森ちゃん、ヤマヒロの我らアナウンサー第7世代（朝日放送ラジオ、2021年1月1日の14:30 - 15:25に放送）
  - 朝日放送グループ本社内のラジオスタジオで2020年内に収録された三代澤・山本浩之との鼎談番組。この番組に続いて、スタジオと出演者を変えずに、『茶屋町ヤマヒロ会議』2021年の初回（1月3日放送分）も収録された。
- MBSベースボールパーク（MBSラジオ）
  - 2020東京オリンピック期間中の2021年7月31日に放送されたエキシビションマッチ（有観客の非公式戦）・阪神対埼玉西武ライオンズ（阪神甲子園球場）ナイトゲーム中継（実況：馬野雅行、解説：藪恵壹）にゲストで出演[14]。
- GOGO競馬サンデー!（MBSラジオ）
  - 『スカタンラジオ』通年番組化以降、不定期でゲスト出演。
- 金村義明のええかげんにせぇ〜!（MBSラジオ）
  - 『スカタンラジオ』と同じく「夕方もポチっとMラジ」枠の番組。2022年2月21日放送分にて、金村義明の代役としてパーソナリティを担当。
- 浦川泰幸の健康道場プラス（朝日放送ラジオ、2023年6月3日・10日放送分のゲスト）
  - 『ウラのウラまで浦川です』（『スカタンラジオ』通年番組化後の朝日放送ラジオにおける裏番組）のパーソナリティでもある浦川泰幸（朝日放送テレビアナウンサー）と収録で共演。
- ヤマヒロのぴかッとモーニング（MBSラジオ）
  - 『スカタンラジオ』出演日である2024年12月10日放送分にて、山本浩之の代役としてパーソナリティを担当。終了後は次番組『松井愛のすこ〜し愛して♥️』のオープニングにも出演。

## ディスコグラフィ
- 負ける気せんね（ビクター）
  - 阪神タイガースを応援する目的で、読売テレビのアナウンサー時代に辛坊治郎とのデュエット曲としてリリース。B面は「ハイハイ敗!!」で、後に松村邦洋とのデュエットによる新録バージョンも発表された。

## CM・広告
いずれもフリーアナウンサーへの転身後に登場
- 株式会社Axis「大判小判」（2020年10月 - ）
  - 「大判小判」は貴金属などの買い取りチェーン店で、関西ローカル向けのテレビCMではmisonoと共演。
- 大阪府シルバー人材センター（2021年7月　- ） - 新聞広告やポスターに登場。
- 近畿税理士会（2022年 - ） - テレビ・ラジオとも出演
  - MBSラジオでは、単独で出演した汎用版のCMと、武川智美（毎日放送アナウンサー）と共演したCMを併用している。